# Liebenswiller
Liebenswiller település Franciaországban, Haut-Rhin megyében. Lakosainak száma 183 fő (2022. január 1.). Liebenswiller Leymen, Bettlach, Hagenthal-le-Haut és Oltingue községekkel határos.

## Népesség
A település népességének változása:
| Lakosok száma | 203  | 207  | 204  | 194  | 187  | 183  | 179  | 175  | 183  |
|               | 2013 | 2015 | 2016 | 2017 | 2018 | 2019 | 2020 | 2021 | 2022 |